# Los Llanos (Coamo)
Los Llanos es un barrio ubicado en el municipio de Coamo en el estado libre asociado de Puerto Rico. En el Censo de 2010 tenía una población de 4862 habitantes y una densidad poblacional de 275,94 personas por km².

## Geografía
Los Llanos se encuentra ubicado en las coordenadas 18°3′26″N 66°24′26″O / 18.05722, -66.40722. Según la Oficina del Censo de los Estados Unidos, Los Llanos tiene una superficie total de 17.62 km², de la cual 17.61 km² corresponden a tierra firme y (0.03%) 0.01 km² es agua.

## Demografía
Según el censo de 2010, había 4862 personas residiendo en Los Llanos. La densidad de población era de 275,94 hab./km². De los 4862 habitantes, Los Llanos estaba compuesto por el 78.71% blancos, el 8.72% eran afroamericanos, el 0.29% eran amerindios, el 0.06% eran asiáticos, el 9.67% eran de otras razas y el 2.55% pertenecían a dos o más razas. Del total de la población el 99.63% eran hispanos o latinos de cualquier raza.